# 37786 Tokikonaruko
37786 Tokikonaruko este un asteroid din centura principală de asteroizi.

## Descriere
37786 Tokikonaruko este un asteroid din centura principală de asteroizi. A fost descoperit pe 30 septembrie 1997 la Moriyama de Yasukazu Ikari. Asteroidul prezintă o orbită caracterizată de o semiaxă mare de 2,19 ua, o excentricitate de 0,14 și o înclinație de 4,6° în raport cu ecliptica.